# Ruen (bergstopp i Osogovo)
Ruen (bulgariska och makedonska: Руен) är högsta bergstoppen i Osogovbergen, med höjden 2 251 meter över havet. Det ligger på gränsen mellan Bulgarien och Nordmakedonien. 
Omgivningarna runt Ruen är en mosaik av jordbruksmark och naturlig växtlighet.